# در مه
در مه (به روسی: В тумане) یک فیلم درام محصول سال ۲۰۱۲ به کارگردانی سرگئی لوزنیتسا است. این فیلم نامزد دریافت نخل طلایی در بخش مسابقه در جشنواره فیلم کن ۲۰۱۲ بود. و همچنین این فیلم زردآلو طلایی را برای بهترین فیلم بلند در جشنواره بین‌المللی فیلم زردآلوی طلایی ایروان ۲۰۱۲، ارمنستان بدست آورد.

## خلاصه داستان
یک کارگر روسیِ راه آهن به اسم سوشِنیا به عنوان یکی از خرابکاران راه آهن دستگیر می‌شود در حالی که بیگناه است. نازی‌ها همه چیز را نابود می‌کنند و همه را می‌کشند اما او را آزاد می‌کنند. خیلی زود شایعه‌ای همه جا می‌پیچد که حتماً سوشِنیا با نازی‌ها همکاری کرده که او را رها کرده‌اند. دو پارتیزان به نام‌های یوروف و وویتِک به خانه او می‌آیند و او را به جنگل می‌برند. بیلی به دستش می‌دهند و او را مجبور می‌کنند تا قبل از تیرباران، خودش قبرش را حفر کند. او بدون هیچ مقاومت یا شکایتی این کار را انجام می‌دهد، گرچه پیچ و تاب چشمگیری از سرنوشت، زنده ماندن او را تضمین می‌کند و آنها را مجبور به عقب نشینی به دِلِ جنگل‌های انبوه و قدیمی می‌کند. اما او جایی به بعد مجبور است یکی از اسیرکنندگان خودش را که حالا زخمی شده بر پشت خودش حمل کند....

## نقش ها
- ولادیمیر اِسویرفسکی - سوشِنیا
- ولادیسلاو آباشین - بوروف
- سرگئی کولِسوف - وویتیک
- یولیا پرِسیلد - آنِلیا
- نِدِژدا مارکینا - مادر بوروف
- و...

## نقد ها
زیر سایهٔ سنگینِ خیانت نوشتهٔ پیتر برادشاو ترجمه خانم شراره تهرانی
کارگردان اوکراینی و مستندسازِ سابق سرگئی لوزنیتسا دو سال پیش با اولین فیلم سینمایی اش «شادیِ من» (۲۰۱۰) در جشنواره فیلم کن موفقیت قابل توجهی به دست آورد. حالا او با فیلمی اسرارآمیز، باارزش، و با داستانی تکان دهنده و مخوف در مورد اشغال اتحاد جماهیر شوروی در سال ۱۹۴۲ توسط نازی‌ها، که در مه‌ای از جنگ پنهان شده، مهِ ترسِ عمیقی که هنوز هم در تاریخ اروپا وجود دارد، بازگشته است. شاید بتوان این فیلم را با «بیا و بنگر» (اِلِم کلیموف-۱۹۸۵) مقایسه کرد.
داستان فیلم که در دوران جنگ جهانی دوم می‌گذرد به مسئله‌ای می‌پردازد که تا به حال فیلم‌های کمی به آن پرداخته‌اند، موضوع رسوایی همکاری با نازی‌ها، و اینکه نازی‌ها در گوشه کنار سرزمین‌های تحت اشغال خود افرادی را به عنوان همکار و جاسوس در اختیار داشته‌اند. فرماندهان سابق به راحتی و مشتاقانه خود را در اختیار مهاجمینِ نازی قرار داده‌اند، و تمام تشکیلات اداری روس‌ها در مناطق اشغالی با بی رحمی غیرقابل وصفی برای نازی‌ها کار می‌کنند و پلیس هم به راحتی به نفع آنها در خیابان‌ها قدم می‌زند و در خدمت ارتش آلمان کار می‌کنند. و این در حالی ست که پارتیزان‌ها در نقاط مختلف جنگل پنهان شده‌اند و در انتظار زمان مناسبی هستند تا ضربه خود را وارد کنند.
در مرکز داستان فیلم یک کارگر روسیِ راه آهن به اسم سوشِنیا (ولادیمیر اِسویرفسکی) وجود دارد که انگار چهره اش را را با درد و رنج حک کرده‌اند. شخصیت او شبیه و مابینِ آناتولی سونولیستین در «آندره روبلوف»(آندره تارکوفسکی-۱۹۶۶) و دنیس هوپر در «اینک آخرالزمان»(فرانسیس فورد کاپولا-۱۹۷۹) است. زمانیکه سوشِنیا که بی گناه است به عنوان یکی از خرابکارانِ راه آهن دستگیر می‌شود، نازی‌ها همه چیز را نابود می‌کنند و همه را می‌کشند اما او را آزاد می‌کنند. خیلی زود شایعه‌ای همه جا می‌پیچد که حتما سوشِنیا با نازی‌ها همکاری کرده که او را رها کرده‌اند. دو پارتیزان به نام‌های یوروف (وِلاد آباشین) و وویتِک (سرگئی کولِسوف) به خانه او می‌آیند و او را به جنگل می‌برند. بیلی به دستش می‌دهند و او را مجبور می‌کنند تا قبل از تیرباران، خودش قبرش را حفر کند. او بدون هیچ مقاومت یا شکایتی این کار را انجام می‌دهد، گرچه پیچ و تابِ چشمگیری از سرنوشت، زنده ماندنِ او را تضمین می‌کند و آنها را مجبور به عقب نشینی به دِلِ جنگل‌های انبوه و قدیمی می کن. اما او جایی به بعد مجبور است یکی از اسیرکنندگان خودش را که حالا زخمی شده بر پشت خودش حمل کند.
چرا سوشِنیا چنین رفتار می‌کند؟ آیا رفتار او ناشی از یک حس میهن پرستی ست یا اعتقاد به سرنوشت و خستگی از جهان پیرامونش؟ چرا نازی‌ها او را رها می‌کنند؟ نقش افسری که دستور آزادی او را می‌دهد توسط بازیگر «چهار ماه، سه هفته و دو روز» (کریستین مونگیو-۲۰۰۷) به شکلی عالی ایفا شده است. سوشِنیا طعمه‌ای ست که از او برای رسیدن به پارتیزان‌ها استفاده می‌شود اما لوزنیتسا این مسئله را با سنگدلی بی رحمانه‌ای به نصویر کشیده است: یک تصمیم بیمارگونه و سادیستی برای پاک کردن لکه ننگ همکاری با نازی‌ها، عملی که او هیچگاه زیرِ بارِ آن نرفته است. در واقع برای سوشِنیا یک حس دردآورِ گناه ِ پنهانی وجود دارد. تلاشی که او برای انصراف خرابکارها از خرابگاری در ایستگاه راه آهن به خرج می‌دهد، زیرا او بر این اعتقاد است که نازی‌ها در تلافی این اقدام آنها به سراغ اهالی روستاهای اطراف خواهند رفت و انتقام آنها فاجعه بار خواهد بود. و از اینجاست که مصائب و رنج‌های رمزآلود سوشِنیا در جنگل آغاز می‌شود، احتمالاً در همان جنگلی که لئو تولستوی در کتاب «جنگ و صلح»از آن به عنوان مکانی برای ایستادگی نیروهای مقاومت در برابر تهاجم ناپلئون نام برده است. جنگل‌ها دارای رازهای ناگفته‌ای از تاریخ هستند، جایی که سوشِنیا باید رنج‌ها و مصیبت‌های معنوی اش با تمام وجود احساس کند. فیلم «در مه» درامی سطح بالاست، دیرفهم، تاثیرگذار، پرمعنی و البته فراموش ناشدنی ست.